# Shuyo Murata
Shūyō Murata (村田周陽, Murata Shūyō), né en 1970, est un concepteur japonais de jeu vidéo. Directeur de jeu, game designer et scénariste chez Konami Digital Entertainment, il a travaillé sur les séries Metal Gear Solid et Zone of the Enders.

## Biographie
Shūyō Murata est né le 30 décembre 1970 à Tōkyō, au Japon. Passionné de cinéma et d'écriture, il rejoint Konami Corporation en 1995 où il supervise le scénario de plus de 50 projets de feuilletons radiophoniques dont Click & Dead Netway Sweepers et Metal Gear Drama.
En 1999, il rejoint la division jeu vidéo et intègre l'équipe d'Hideo Kojima. Il écrit d'abord des scénarios auxiliaires pour Metal Gear Solid: Ghost Babel et Metal Gear Solid 2: Sons of Liberty. Promu coscénariste et directeur des cinématiques sur Zone of the Enders, il en conçoit et dirige la suite, Zone of the Enders: The 2nd Runner. Par la suite, il assiste Hideo Kojima sur Metal Gear Solid 3: Snake Eater et Metal Gear Solid 4: Guns of the Patriots.
En 2005, il intègre Kojima Productions.

## Travaux
- 2000 : Metal Gear Solid: Ghost Babel • scénariste d'« IdeaSpy 2.5 »
- 2001 : Zone of the Enders • coscénariste, directeur des cinématiques
- 2001 : Metal Gear Solid 2: Sons of Liberty • scénariste de « The Shocking Conspiracy Behind Shadow Moses »
- 2003 : Zone of the Enders: The 2nd Runner • directeur, game designer, scénariste
- 2004 : Metal Gear Solid 3: Snake Eater • coscénariste, directeur du mini-jeu « Guy Savage »
- 2007 : Metal Gear Solid 4: Guns of the Patriots • codirecteur, coscénariste